# عسکر بهرامی
عسکر بهرامی کهیش‌نژاد نویسنده، مترجم و عضو هیئت علمی بنیاد دائرةالمعارف اسلامی (دانشنامهٔ جهان اسلام) است (از ۱۳۹۰).

## زندگی
بهرامی در سال ۱۳۴۶ خورشیدی در شهر شوش به دنیا آمد و در سال ۱۳۹۴ خورشیدی، در مقطع دکتری رشتهٔ فرهنگ و زبان‌های باستانی از دانشگاه تهران فارغ‌التحصیل شد. او از سال ۱۳۷۸ تا ۱۳۹۰ با بخش ایران‌شناسی مرکز دائرةالمعارف بزرگ اسلامی و از سال ۱۳۸۰ تا ۱۳۸۴ با شورای گسترش زبان و ادبیات فارسی، و از ۱۳۸۴ به‌عنوان معاون سردبیر نشریات گزارش میراث و آینهٔ میراث با مرکز پژوهشی میراث مکتوب همکاری داشته‌است. در حال حاضر به عنوان عضو هیات علمی در بنیاد دایره المعارف اسلامی (دانشنامه جهان اسلام) مشغول است.

## آثار
- ۱۳۷۸: کهن‌ترین سروده‌ها، نشر به‌دید، تهران (ترجمه).
- ۱۳۸۱: زردشتیان، باورها و آداب دینی آنها، مری بویس، انتشارات ققنوس، تهران، چ۱۳: ۱۳۹۳ (ترجمه).
- ۱۳۸۲: عصر حجر، پاتریشیا نتسلی، انتشارات ققنوس، تهران، چ۳: ۱۳۸۴ (ترجمه).
- ۱۳۸۲–۱۳۸۳: راهنمای زبانهای باستانی، ویراستهٔ رودیگر اشمیت، ترجمهٔ فارسی زیر نظر حسن رضایی باغ‌بیدی، انتشارات ققنوس، تهران، جلد اول: ۱۳۸۲، جلد دوم: ۱۳۸۳ (ترجمهٔ گروهی).
- ۱۳۸۳: جشنهای ایرانیان، دفتر پژوهشهای فرهنگی، تهران (تألیف).
- ۱۳۸۳: خاور نزدیک باستان، کلاریس سویشر، انتشارات ققنوس، تهران، چ۲: ۱۳۸۴ (ترجمه).
- ۱۳۸۴: اسطوره‌های یونان و روم، دان ناردو، انتشارات ققنوس (ترجمه).
- ۱۳۸۴: یشت فرزانگی (جشن‌نامهٔ دکتر محسن ابوالقاسمی)، انتشارات هرمس و دبیرخانهٔ شورای گسترش زبان و ادبیات فارسی، تهران (گردآوری، با سیروس نصرالله‌زاده).
- ۱۳۸۵: دستور زبان پارتی، حسن رضایی باغ‌بیدی، انتشارات ققنوس، تهران (همکاری: تدوین واژه‌نامهٔ پارتی).
- ۱۳۸۷: ارجنامهٔ صادق کیا، مرکز پژوهشی میراث مکتوب، تهران (گردآوری).
- ۱۳۸۸: تاریخ اساطیری ایران، انتشارات ققنوس، تهران (تألیف).
- ۱۳۹۰: آنگاه که زردشت سخن گفت، مری ستگاست، نشر ثالث، تهران (ترجمه).
- ۱۳۹۰ کورش و ذوالقرنین (مجموعه مقالات)، مرکز دائرةالمعارف بزرگ اسلامی، تهران.

ترجمهٔ کتاب راهنمای زبانهای باستانی، در دورهٔ بیست و سوم انتخاب کتاب سال جمهوری اسلامی ایران از طرف وزارت فرهنگ و ارشاد اسلامی، به‌عنوان کتاب سال برگزیده شد.